# Cormobates placens
El corretroncos papú (Cormobates placens) es una especie de ave paseriforme de la familia Climacteridae endémica de Nueva Guinea.

## Subespecies
- Cormobates placens inexpectata
- Cormobates placens meridionalis
- Cormobates placens placens
- Cormobates placens steini